# Paúl Vollrath
Paúl Vollrath fue un oficial submarinista de la Kriegsmarine durante la Segunda Guerra Mundial que fue encargado de la “Segunda División de Submarinos de Formación" en Gdynia. 
Estuvo en actividad en distintas partes de Europa. Comandó el submarino U-351 y de otros ámbitos militares en Gdynia en especial, durante la Operación Anibal ofició como oficial de seguridad en los rescates de civiles con barcos y buques escolta. Encargado en seguridad de los barcos de rescate: Hansa y Wilhelm Gustloff. 
En 1981 se publicó una detallada experiencia de las tragedias humanas vividas en Gdynia a causa de la guerra en el Tercer Volumen de “Brisas del Mar”.

## Carrera militar en laSegunda Guerra Mundial
Paúl Vollrath en sus comienzos participó en misiones militares en Francia, Inglaterra, Dinamarca, Noruega, el Mar Mediterráneo y de instrucciones en Suiza pero finalmente acabaría los últimos años de la Guerra en Polonia (Gdynia). En este último punto Vollrath supervisaba varias defensas anti-aéreas.
Entre los años 1943-1944 se duplicaron más los ataques de los Aliados, así que Vollrath hacia lo posible por mantener el Arco Defensivo en la playa y la defensa del Sector Central, el área del Puerto cada vez se veía más deteriorado, Vollrath con otros Oficiales de Alto Rango supervisaban el retiro de tropas alemanas en los lugares con más emergencia de Europa del Este. 
En el año 1943 Paúl Vollrath ayudó en la deportación de judíos, polacos, gitanos, homosexuales y testigos de Jehová al campo de Concentración nazi de Gotenhafen, que era un subcampo de concentración del campo de concentración de Stutthof cerca de Danzig.
Cuando Vollrath tenía funciones en el Puerto de Gotenhafen, se encargó con otros Oficiales Alemanes de evacuar a las tropas alemanas refugiadas, atrapados por el Ejército Rojo. Algunas naves fueron atacadas por torpedos de submarinos soviéticos en el Mar Báltico, en la Ruta oeste. 
En los primeros 6 meses del año 1944 Vollrath siguió aportando en las actividades de rescate y defensa. Durante ese tiempo ayudó en el bloqueo de la entrada del Puerto, del cual fijó en su boya de anclaje, el malogrado  Gneisenau un crucero de batalla que había sido traído para reparaciones importantes y reinstalaciones, después seria hundido el 23 de marzo de 1945.
En noviembre de 1944 se le envía a la "2.ª División de Formación de Submarinos", en Gdynia (Gotenhafen), junto con dos buques de pasajeros trasatlánticos. Tenían personal y alumnos encargados del Hansa que era un ex crucero de línea de la Hamburg-Amerika, y antes de la guerra estaba siendo empleado en el Atlántico Norte que tenían recorrido entre Hamburgo y Nueva York, y el Wilhelm Gustloff un trasatlántico de línea construido para la organización “Kraft durch Freude” (KDF, fuerza a través de la alegría en alemán). 
Las personas que se usaron para estos trabajos era gente que tenía rubro en cruceros comerciales con experiencia en países como Noruega, lugares como el Mar Báltico, Madeira y el Mediterráneo. El barco Wilhelm Gustloff era grande con un total de 25.484 toneladas de arqueo bruto, también contaba con marinos mercantes Yugoslavos. Vollrath estuvo a cargo de la seguridad de las playas (muelles de Gdynia) de campamentos construidos en tierra, con turnos de guardia, los campamentos contaban con unidades de alojamiento, administración, cocina, calefacción, todo lo que estaba disponible, es más, los hombres aptos para el servicio en el mar no eran empleados para mantener las naves en funcionamiento.
Paúl Vollrath y soldados alemanes custodiaban el Oxhft de las cercanías del Puerto de Gdynia, este era un lugar donde cuidaban objetos importantes para el combate en la Segunda Guerra Mundial, cuidaban la zona de reservas para la tripulación (alimentos) de Submarinos de Entrenamiento.
En noviembre y diciembre de 1944 estuvo participando en las maniobras de combate, ya que tenía que preparar a los soldados alemanes para la guerra, así que mantuvo con ayudan de otros Oficiales alemanes a los alumnos en sus estudios más concentrados que nunca y cuidando que no se distrajeran con nada, mientras tanto al personal de Paúl y a los tripulantes de submarinos se les ordenó dirigirse hacia los submarinos para buscar picos y palas, para cavar en los suburbios de Gdynia trincheras, y Paúl Vollrath supervisó el trabajo del mantenimiento de los tanques Panzer.
Paúl Vollrath creía en la propaganda nazi de la “Victoria Final no está muy lejos”. Pero a pesar de la motivación de él y sus soldados las tropas rusas habían roto las líneas alemanas y lo tanques de la URSS habían estado ocupando a voluntad muy por detrás de las líneas alemanas. Cuando ocurrieron esos acontecimientos ayudó a los refugiados del interior de Prusia Oriental. Paúl se sorprendió al ver los rostros de los refugiados ya que su aspecto y estado en el que llegaron, hablaba de una emergencia grave.
En enero de 1945, los estudios y los cursos de su Formación se detuvieron abruptamente ya que se tuvo que enviar a la "22.ª Flotilla de Submarinos de Formación", como parte de la 2.ª División de Formación de Submarinos. Tuvo su base en el mismo terreno de un excomando que conducía Paúl en tiempos anteriores y en ese mismo mes, se le asigna al Oficial Vollrath el submarino U-351, el cual era un submarino de entrenamiento que contenía los implementos necesarios para hacer un buen servicio, calificado por el “Cuerpo Pleno de Derecho de Servicios Submarinos”.
En la primera semana, recibe la orden de prepararse para la evacuación de Gdynia, la Flotilla se retiró a una nueva base, llamada Wilhelmshaven. Y también recibió la orden de la patrullar todos los días y constantemente el Río Jade en la costa del Mar del Norte.
El U-351 partiría al puerto de Pillau, un poco más arriba de la costa serviría como unidad de seguridad para el cuidado del generador de electricidad, para mantener las luces en el puerto, ya que todas las instalaciones del puerto habían sido bombardeadas. Cuando Vollrath estaba a cargo casi por completo de los procedimientos que se estaban llevando a cabo en la zona llega un comunicado, informando que quedaba como Segundo Oficial en uno de los dos buques que estaban anclados, el Wilhelm Gustloff, ya que el Oficial anterior había caído enfermo, y por lo demás eran grandes amigos desde que se encontraron en Gdynia, Paúl Vollrath solo se encargaría de entregar los informes diarios de novedades, antes de este buque el Oficial había estado en 4 barcos anteriores los cuales fueron hundidos, tres en el Mar Mediterráneo y uno en el "Canal Inglés de Boulogne" y casi uno en Le Havre, por las minas, bombas y disparos. Con esto Paúl Vollrath fue retirado de sus labores en el submarino U-351, desde ese momento solo se dedicaría a las actividades terrestres de defensiva y rescate, y en el cuidado de los 2 barcos anclados. Para muchos historiadores alemanes de la Segunda Guerra Mundial, Paúl Vollrath fue afortunado.[¿cuál?]
En el puerto, Paúl mantuvo ocupada a la tripulación en conseguir botes salvavidas listos para alguna emergencia, chalecos salvavidas para los refugiados, control de balsas, las llamada “rollo”, tablas y equipos de navegación. Pero lamentablemente para Vollrath el General del I Batallón de Línea de la Kriegsmarine, le requisó la mayoría de los botes salvavidas, para servir en variedad de propósitos. Pero Paúl no se desanimó ya que pensó en una gran Estrategia Militar, ancló diversos botes salvavidas en diversos lugares del Puerto en Gdynia, y se les equipó con botellas que contuvieran alguna sustancia química, que al soltarla, causaba una niebla, la cual ayudó mucho en la lucha contra las aeronaves, era básicamente para que los aviones enemigos durante un ataque aéreo no detectaran un punto exacto. Ya que los aliados tenían la libertad de bombardear lo que quisieran y salían casi ilesos.
Paúl tuvo la obligación de instruir a la tripulación rescatada sobre los chalecos salvavidas, muchos de estos refugiados nunca habían visto un barco en especial el Wilhelm Gustloff. A Paúl le fue cedida la organización de la gente, en los dos barcos, y la preferencia se la daba a los niños, ancianos, personas inválidas y mujeres.
Durante el transcurso de mantenimientos y maniobras, Paúl Vollrath tuvo que ir a tierra, ya que se estaba librando una batalla en el oeste de Gdynia, específicamente en las estaciones de ferrocarril, la misión era salvar a las personas que habían quedado atrapados en los trenes y en los lugares aledaños, para esto se usó a los Infantes de Marina como primera estrategia se condujeron a las tropas a través de Mecklemburgo-Pomerania Occidental escoltados por Panzers, la táctica tuvo un rotundo éxito ya que no se perdió ninguna vida.
Paúl con otros Oficiales tuvieron que programas los retiros en gran masa de personas, entre los buques estaban el Hansa, Potsman, Cap Arcona, Hamburgo, Alemania,  Robert Ley (en honor al Dr.Robert Ley), y otros pequeños buques de carga (en si era como una agencia de viajes). Ya que se libraron batallas en Königsberg, Pillau y Danzig. Los planes de retirada no se habían elaborado de antemano, también tenía que movilizar a los heridos de guerra de los Hospitales del Distrito de Kulm y Kulmsee (Chelmza), los cuales estaban mutilados pero tenían a sus enfermeros y enfermeras respectivos. Vollrath se debió encargar de la cocina de los barcos, ocupando el lema de “Lo importante es tomar algo caliente”.
Durante el 25 y 29 de enero de 1945. El personal de Náutica se incrementa, además el Capitán Jefe o sea Paúl, como Segundo Oficial de Alto Rango, con el Oficial de Tercera categoría, 2 Capitanes y otros 2 Oficiales de segunda categoría se reportaban para el servicio tanto como en tierra como en mar. Además la tripulación civil estaba compuesta con cantidad enumerada de personal, para presentarse al servicio, ya que los ataques ya estaban en Gdynia.
Durante las tardes, los tanques Panzer, unidades del Ejército, el personal naval, enfermeras y auxiliares navales estaban ubicados por el Mando Marino Alemán en las calles y caminos para portar ayuda a los civiles. Y en las cuencas en tierra diversos transportistas traían tropas del Frente Báltico, destructores, convoyes. Paúl tenía que operar desde Dinamarca pero al final el Oberkommando der Marine le informa que tenía que ser en los Puertos de Kiel y Flensburg.
Paúl Vollrath hizo una maniobra arriesgada, con una caravana de montaje procedió por su cuenta hacia la Península de Hela. Con escoltas, la lancha torpedera Löwe, y un ex-torpedero TFI de 500 toneladas. Paúl estaba molesto, ya que la operación era de suma urgencia y no contaba con el apoyo del Oberkommando der Marine, solo podía avanzar con apoyo de poca categoría. Vollrath toma la Ruta más al Norte en lugar de la Ruta Costera, este era por el Canal de Mine Swept llamado Ruta 58, ya que la ruta de la Costa estaba infestada de minas.
Vollrath y el Oberkommando der Marine con otros oficiales habían introducido un eficaz sistema de observación y comunicación llamado Radio Walki-Talkie que era parecido a un reloj de la época, tenía contacto directo y rápido con el escolta.
Vollrath por cerca de hora y media navegó con el curso al Norte de la Bahía de Danzig para llegar al punto de inflexión que llevó hacia el carril N*58. Al principio la velocidad era de 15 nudos después iban aproximadamente a 10 y 11 nudos, esta velocidad se debía porque hace algunos años unos árboles habían causado diversos daños como consecuencia de la explosión de una mina cerca de algún punto durante la Segunda Guerra Mundial.
No había viento, el poco que estaba soplaba con la misma fuerza en dirección oeste, y el mar era bajo. Después de pasar por la Península de Hela, el torpedero Retriever (un bote de fabricación pequeña) informó fugas de agua en su sala de máquinas, así que tuvo que devolverse al puerto. 
Paúl Vollrath el día 30 de enero de 1945, estuvo de guardia en la caravana a bordo del Wilhelm Gustloff desde las 16:00 hasta las 20:00, durante ese momento no hubo novedades importantes. Sin embargo cuando se estaba ocultando el sol, Vollrath se dio cuenta de que la posición y las luces del vapor habían sido activadas. 
Vollrath tomó por sorpresa al personal naval para exigir una explicación, y se le informó que un convoy se esperaba por delante en un campo de convergencia y que para evitar la colisión las luces se habían encendido. Personalmente Paúl expreso que nunca había oído tal disparate, manifestó que en toda su carrera en tiempos de guerra, no se encontraba ninguna luz que demostrara en cualquier circunstancia el hecho de un riesgo de colisionar con otro barco en la oscuridad. Incluso se podía fumar abiertamente en la cubierta (barco) (además las luces del vapor no eran de señalización, así que no se informaba de alguna posición estratégica con ellas).
Se generó una discusión muy acalorada que después se calmaría con el transcurrir de las horas. Ese fue el único percance que tuvo el Oficial Vollrath, de todos modos las luces se apagaron al vapor. A las 20:00 finalizó la guardia y se sintió con un gran alivio. Paúl revisó antes de abandonar, el puente de conectividad del barco y todos los demás detalles para entregar sin novedad al otro Oficial de guardia. Poco antes un avión alemán de la Luftwaffe pasó cerca de la caravana intercambiando señales. El Puesto de Mando estaba confundido. Lo que paso fue que un buque mercante, con un equipo comercial tenía desperfectos mecánicos y estaba pidiendo ayuda, fue asistido por el personal naval y se le hicieron todo tipo de sugerencias y reparos (sugerencias hechas por el personal naval). El mando estaba dividido con las decisiones que se tomaban había bastante desacuerdo y descoordinación, lo que puso en evidencia el nivel de tensión que tenían los Oficiales ante repentinos ataques de los submarinos soviéticos, Paúl se preocupó por el barco mercante comercial ya que estaba en una ruta de riesgo de combate, al final el barco siguió su curso.

## La pesadilla
Ese día 31 Paúl se fue a cenar a los comedores con otros Oficiales además era el único lugar para comer, donde habían refugiados y personal naval, después Vollrath y sus 2 Oficiales a cargo se retiraron a sus cuartos.

## Hora 21:09
Vollrath estaba por proceder a dormir completamente vestido en caso de emergencia, cuando de repente siente un gran golpe, el oficial reaccionó rápidamente levantándose, pero inmediatamente se siente una segunda explosión y una tercera, que casi rompe la nave. Vollrath expresó con estas palabras “No hay duda: es un torpedo”. Para tratar de calmarse Paúl encendió un cigarro, tal vez solo para enfriar los nervios y en ese momento se le acerca una mujer, pidiendo a gritos ser salvada. Y el Oficial le dice “No hay de que preocuparse” ¿No ve que estoy disfrutando un cigarro?
Por el lado de estribor las personas se habían reunido, tratando de entrar en los botes salvavidas, por desgracia debido a la gran lista de civiles y el hecho que los botes salvavidas colgados estaban en pescante de gravedad, el centro de gravedad del barco se había desplazado demasiado a un lado así que hacia casi imposible bajarlos. Además las caídas y rodadas de algunos botes en el mar hacia que actuaran todos juntos como una especie de tapón para el barco, los otros barcos trataron de retirarlos, pero no tuvieron éxito.
En la cubierta superior del buque la multitud estaba montada con paciencia. Hubo un grado de conmoción y emoción, había empujones y gritos, pero no señales de pánico. Después las personas que no acataban las órdenes y que estaban descontroladas, se suicidaron o fueron fusilados por el personal naval.
Cuando el Oficial Paúl estaba ocupado con el ajetreo escucho alguien decir que uno de los Capitanes y los Oficiales del Puente de conectividad del barco se habían suicidado, lo cual se comprobó que era verdad. Lo que la gente no pudo observar era que el barco estaba siendo iluminado por obuses luminosos del Ejército Rojo, entonces los barcos de los cercanos empezaron a pedir ayuda. Paúl fue al punto donde estaban los cadáveres del Capitán y otros Oficiales con dos misiones, la primera era ver y ordenar como iban las cosas con los botes salvavidas y la segunda era detener los disparos de obuses luminosos.
Las explosiones se escuchaban a diez millas náuticas, Vollrath con otro Oficial tenían al personal de comunicaciones en su transmisor VHF, el cual estaba trabajando y pidiendo ayuda, el transmisor inalámbrico naval estaba fuera de acción de distancia así que fue casi inútil, pero para Paúl todo carecía de importancia.
Paúl pensaba como salvar a las miles de personas que quedaban en el barco, ya que este mismo se estaba hundiendo rápidamente, sabía también que no había suficientes equipos de vida a bordo y que no todos los que se encontraban estaban disponibles.
Paúl en ese momento se iba a embarcar en el bote N*6, en el lado de babor, Paúl dio la orden al personal naval que estaba a bordo de que sin su permiso el barco no se debe reducir o sea ser hundido( lo cual era una orden bastante descabellada), trato de que la gente se fuera en su bote pero inexplicablemente la mayoría de los civiles no quería ir al bote N*6, suponiendo que era más seguro en la parte alta de la nave y lejos del agua. Tenían demasiado miedo de ser absorbidos por debajo.
Paúl antes de embarcarse revisó la banda de babor que parecía extrañamente desierta. Todos los pescantes estaban vacíos y los barcos se habían ido, Vollrath se encontró con el Director General de la ING con una lesión en la pierna, la persona era un anciano de 68 años de edad, visiblemente alterado e incapaz de moverse, así que Paúl lo ayudó a entrar en su barco.
A pesar de algunos inconvenientes que hubo, el Oficial pudo llegar al bote incluso por suerte algunas personas más se unieron a su espalda y alcanzaron a irse con Vollrath.

## Hora 22:00
El bote bajó a oscuras y con incertidumbre, a menos de 15 pies, ya que el reducido Wilhelm Gustloff estaba casi acostado sobre su costado. Escapar de la nave fue muy difícil ya que había escombros por doquier que estaban a flote, además el bote N*6 se encontraba a su máxima capacidad con exceso, lo cual hacia difícil manejar, y los remos no podían ser utilizados inmediatamente porque la gente llegaba de todas partes.
La oscuridad dificultaba la visibilidad apenas un marinero estaba en el barco para ayudar al Oficial Vollrath con la gente en su miedo y gritos, por lo cual casi no se pudieron prestar ayuda.
Hay un momento de tensión y el Oficial Alemán en ese momento toma su pistola y amenazó con disparar a la gente si no guardaban silencio, tratando de establecer el orden aun cuando casi no veía. Pero gracias a su voz rápidamente el barco estuvo bajo control y pudieron seguir con la Ruta de escape.
Un Capitán le grita a Paúl a 20 pies por encima del barco en el Wilhelm Gustloff que estaba a cargo a lo que Paúl respondió “March Tripa” (buena suerte).
Paúl tenía preocupación por su bote, ya que no quería poner en peligro a la gente que llevaba. Su bote estaba diseñado para transportar a solo 60 personas pero con su marinero contaron más de 90, el bote se pondero en gran medida con el agua, mucho para lo que fue diseñado para el transporte. La borda casi estaba a nivel del mar. La decisión de no tomar más gente y dejarlos a su suerte fue la más difícil que tubo que tomar el Oficial Alemán en toda su carrera militar. Por suerte el mar se había calmado, de lo contrario hubiera sido otra la suerte del barco.

## 22:10
Una hora después aparecieron los primeros muertos gracias a los torpedos que habían golpeado al Wilhelm Gustloff, Paúl Vollrath paró de remar ya que encontró que no tenía sentido llegar demasiado lejos del lugar de los hechos. A unas 50 yardas de distancia aproximadamente, las luces de emergencia seguían ardiendo, Paúl observó que alguien se estaba colocando de pie en su barco con una especie de embudo enorme, lo cual nunca entendió para que era finalmente.
Para buena suerte había un médico en el barco, Paúl le facilitó las cosas para que cuidara a la gente, sus cigarrillos y su botella que sacó durante los primeros torpedos le ayudaron a mantener la moral y la valentía. Por cerca de una hora a la deriva, Paúl divisa una especie de figura o sombra de un barco, lo cual era un destructor, un barco mercante de la Mínales, y el crucero Admiral Hipper. Se movían en círculos, a veces incluso para detenerse a recoger a los sobrevivientes.

## 23:00
El barco Löwe llegó para recoger a los sobrevivientes del bote, pero Paúl no quería que los rescatasen todavía, el creía que era prioridad aquellos que aún estaban en el agua y en balsas. Después el Löwe avisó por megáfono que iban a lanzar cargas de profundidad, poco tiempo transcurrió cuando se escucharon explosiones en la profundidad del mar, y el barco Wilhelm Gustloff hizo crujidos.
Para ese tipo de procedimientos los botes salvavidas no habían sido construidos, el choque del agua era demasiado grave y de sorpresa. Paúl temía porque el bote repentinamente podría partirse en dos. La gente empezó a gritarle cosas a Paúl, el motivo era la desaprobación de no haber sido rescatados inmediatamente por el barco Löwe.
El Löwe se alejó y después hubo un silencio siniestro alrededor del bote N*6, en ese momento la gente solo tenía sus pensamientos, ya que ellos habían visto miles de personas desaparecer, barridos, ahogados, o muertos por el frío, Paúl se hacía preguntas en voz alta ¿Cuántos de aproximadamente 8.000 personas habían sido salvados?, esta pregunta se la hizo el Oficial Alemán una y otra vez. 3600 segundos había durado el infierno.

## 2:30
Finalmente a la hora señalada el Löwe se aproxima al lado del bote N*6 para rescatarlos, Paúl se preguntó como los encontraron tan fácilmente, ya que había poca visibilidad. De igual forma el traspaso de los sobrevivientes fue con cautela y seguridad, Vollrath se dio cuenta en ese momento que tenía a una persona veterana de sexo masculino, tullido por completo, sin poder moverse, lo cual Paúl encontró muy divertido. Ya arriba del Barco una señora se le acerca a Paúl, la cual era la una especie de vocera de los sobrevivientes, le explicó la molestia de la tripulación del bote cuando se dio la orden de que eran prioridad la gente que estaba en el agua, pero que finalmente llegaron a la conclusión de que tenía la razón después de todo.
La tripulación del Löwe hizo un excelente trabajo de rescate, hombres y mujeres se desnudaron para lanzarse con agua caliente y para su posterior paso hacia las literas, felices por estar vivos, se consumieron bebidas calientes y se repartieron frazadas.

## 4:00
El Löwe hizo sus últimas rondas para ver si había más sobrevivientes, hasta que se dieron cuenta de que nada se podía hacer.
De total de sobrevivientes que eran 800 personas el Löwe había ahorrado cerca de 300 personas por su capacidad, lo cual es una hazaña magnífica para una embarcación tan pequeña.

## Paz
Después de unos días en Kolberg (Kolobrzeg), un pequeño Puerto de mar en la Costa de Pomerania, desembarcaron los sobrevivientes, se dirigieron al sector Este, donde había un Submarino de Sassnitz en la isla de Rügen y dese allí en barco, después en ferrocarril, más tarde por la carretera y a pasos hasta sus hogares.
En 1947 visita el lugar de los hechos en un barco mercante y una vez más todo le vino a la vida, y vio en el sector como decía en una inscripción en letras grandes “Otra vez, Nunca” (Never Again).
Paúl Vollrath en abril de 1981 lanza su libro “La Tragedia del Wilhelm Gustloff” como parte del Tercer Volumen y último de la serie de libros “Brisas del mar”, antes en septiembre de 1980 se había publicado Brisas del Mar el “Kraft Durch Freude” Cruceros Parte I, y en octubre de 1980 Brisas del Mar el “Kraft Durch Freude” Cruceros Parte II ambos publicados por Williams y Kervrech.

## Curiosidades
- Desde mayo hasta julio de 1940, el Gustloff se trasladó a Oslo en Noruega para atender a los heridos durante la campaña en ese país. Finalmente le ordenaron que se dirigiera a Stettin (Szczecin) el 25 de julio  transportando a 563 heridos allí quedó anclado en Puerto durante más de 4 años, convertido en barraca militar para los cadetes que estaban en instrucción de guerra submarina. Durante este periodo fue pintado gris naval y se le dotó de una pequeña cantidad de medios antiaéreos, convirtiéndose de hecho en un transporte armado. Aparece después en los proyectos de combate de Gdynia.

- Fue bautizado Wilhelm Gustloff en honor a un líder nacional-socialista suizo, que fue asesinado en el año 1936.

- El Wilhelm Gustloff fue hundido por el submarino ruso S-13, el Capitán del Wilhelm Gustloff era Friedrich Petersen un veterano de 77 años que participó en la Primera y Segunda Guerra Mundial, durante su trayectoria fue degradado por indisciplina y murió poco después de la tragedia.

- En general los historiadores alemanes describen a Paúl Vollrath como una persona de corazón frío, sin sentimientos, que solo cambio su manera de pensar después de la gran tragedia, además su personalidad era de una persona prepotente, mucho más militar que civil y muy apegado a las normas de la Kriegsmarine, además sobrevivió a 5 hundimientos de barco incluyendo al Wilhelm Gustloff de esta manera se le ve como una persona afortunada, sin embargo los historiadores resaltan su labor con los tripulantes del bote N*6 y las decisiones que tomo en tierra firme nunca estuvieron mayormente equivocadas. Respecto a su libro la Real Academia Inglesa de Historia critica el libro por tener contenido crudo en algunas páginas, y que resalta el sufrimiento de los alemanes que del resto del mundo, además en su libro no menciona sus labores en el Campo de Concentración Gotenhafen.

- Paúl Vollrath le gustaba traer siempre estos elementos consigo.

_Lámpara Flash
_Cigarros
_Coñac (siempre le gustaba tomarse la mitad de una botella de vez en cuando)
_Cuchillo
_Pistola Mauser C96
_Botella de la marca antigua “Mitad y Mitad” (se trataba de un amuleto de un espíritu popular hecha por Mampe))
- La Administración de la ciudad de Gdynia desde el 28 de marzo de 1945, fue capturada por los soviéticos y asignada al “Pulimento Gdansk Voivodeship”.

- El Wilhelm Gustloff se hundió en la latitud 55º 8,4' N; y de long. 17º 39.5' E a 61 m de profundidad. Esta es la posición informada a Vollrath por el Oficial al Mando del Lowé el día de la tragedia.

- Datos: Q118089